# Un giorno di terrore
Un giorno di terrore è un film del 1964 diretto da Walter Grauman, interpretato da Olivia de Havilland e James Caan qui al suo primo ruolo importante.

## Trama
A causa di un black out elettrico, Mrs. Hilyard, una ricca vedova che si sta ristabilendo da una frattura al femore, resta intrappolata tra due piani in un ascensore fatto a gabbia che ha installato nella sua grande abitazione. Con il figlio Malcolm via per un fine settimana d'estate, fa suonare l'allarme dell'ascensore per attirare l'attenzione, ma l'unica persona che lo sente è un barbone alcolizzato, George, che entra in casa, ignora le sue suppliche e ruba alcuni piccoli oggetti. Il barbone li vende a un ricettatore, poi si vede con una sua amica prostituta, Sade, e le dice del tesoro in cui si è imbattuto. I costosi oggetti che George ha trovato attirano l'attenzione di tre giovani teppisti, Randall, Elaine e Essie.
Il trio segue George e Sade a casa Hilyard, dove in un crescendo di violenza chiudono Sade in un armadio e uccidono George. Randall poi si affaccia sull'ascensore e schernisce la signora Hilyard leggendole una lettera scritta dal figlio Malcolm, in cui minaccia il suicidio a causa della sua prepotenza. Scioccata dalla rivelazione, la signora Hilyard trova le forze per uscire dall'ascensore e strisciare fuori di casa. Randall la segue e, mentre sta tentando di trascinarla di nuovo dentro, la signora Hilyard lo colpisce agli occhi e fugge per strada. Randall, che in quel momento vede poco, inciampa e viene investito da un'automobile. Poco dopo la polizia arriva ed arresta gli intrusi superstiti, cercando di confortare la vittima.